# Екстеријер
Екстеријер означава спољашњи или околни простор некаквог објекта, најчешће зграде и употребљава се у многим професијама. Унутрашњи простор се назива ентеријер.

## Архитектура
За екстеријер се употребљавају материјали који морају бити отпорни на климатске утицаје (кишу, мраз, снег и др.)
Екстеријер зграде може да чини:
- башта (такође и кровна башта)
- језерце
- стеница
- базен
- дечије игралиште
- травњак
- путеви
- стабла и грмље
- ограде и капије

Ове пројекте ради дизајнер екстеријера – баштенски архитекта.